# 中國經濟重心南移
中國經濟重心南移是指中國的經濟中心從中國北方和中原地區南移至中國南方。經濟重心南移這一過程循序漸進，而非一蹴而就，從百年的大趨勢到現在的經濟週期均有此現象。

## 过程

### 遠古時期
中国最早的经济重心是位於黄河中下游平原的陕西关中地区和河南、山东一带的傳統北方省份所在地。這些地區屬於黄土高原和冲积平原，適宜農作物生長，因而很早就興起了農業文明。而此时反觀中國南方多山地和丘陵，不適合農耕，人口較北方稀少，被視為荒蠻之地。可是从东汉末年、三國、五胡十六國至南北朝500年間，是中國歷史上的一個分裂時期，來自北方部族的武力威脅，長期的戰亂嚴重破壞中國北方的經濟。衣冠南渡使得中國北方人口和生產技術向中國南方流動，中國南方也相對安寧，一系列因素促進中國南方的經濟發展。

### 中古時代
南梁時期的都城建康，户口已有二十八万、人口達一百四十万。不過在南北朝時期，北方的經濟實力依舊較南方強勁。唐朝安史之乱以后，北方出现了藩镇割据的局面，而後這些藩鎮又演化為五代十国，北方经济再次受到严重破坏，在唐朝后期，江淮地區上交的賦稅已超越其他地區。在五代十國时期農業技術的改善，使中國南方人口數增長開始反超北方。從靖康之恥到宋金對峙时期，北方同样战乱频繁。南宋是中国作為農耕國家经济重心南移最终完成阶段。在中国经济重心南移的过程中，岭南地区逐步得到开拓，由陸向海推進。元、明、清三代岭南出現不少港口，例如福建的泉州、厦门以及广东的广州。

### 近代
南方經濟在近代又落後於北方，除了滿清等北方民族著重建設北方之外，過去曾有日本控制的滿洲國等，憑藉工業化的優勢與列強資本投入、引入西方交通建設等，光是東北一帶就一度佔據戰後中國大陸40%的經濟產出，加上在建國後重心也是回到北京，以及對於重工業的重視投入需要北方的自然資源，雙方也保持分庭抗禮的程度，在工業革命衝擊的時候，大致上南方只是略高於北方，幾十年間兩者就重新回到平手的程度，第二次南移則在改革開放後發生。

### 現代
在南方也開始工業化加上對外開放後，而且現在南北經濟優勢又已經再度逆轉，北京以外的北方城市陸續開始落後，北方之中天津與沿海城市尚能維持，但學者發現總體差距在21世紀開始在持續拉大中，至2021年，南方經濟總量已經優於北方接近兩倍，南方又以高附加值的第三產業與加工出口為主，勝過北方內部農工礦為主體的產業結構，加上南方較少排外情緒，吸引大量人口移居，人口差距也來到1.3倍，雖然北方生活消費支出不低，但一個人到南方工作的人均收入，還可高於選擇居住在北方三成左右，債務壓力更小，並享有更高的社會福利。現在以來，憑藉海洋與河運優勢享有交通便利，南方處於絕對領先，多數北方城市都在內陸，天然的經商成本必較為高，還有思維的問題、市場化程度、海洋精神不足的問題，外資缺乏與開放程度，公有企業多、官僚規矩多，致使效率與表現不佳等等。因此，北方城市開始重視生態環保，一些正在試圖發揮沿海經濟特色，或是加大其文化教育、經濟法治的普及，與追求多樣化開放，這裡除了山東沿海城市尚能力追創新改革之外，利用東北亞合作優勢等，使得部分北方城市的也有一定程度的改革與自救。